# Tomme des Demoiselles
La Tomme des Demoiselles est un fromage québécois produit depuis 2005 par la fromagerie Pied-de-Vent, dans l'archipel des Îles-de-la-Madeleine.
C’est un fromage de lait thermisé de vache à pâte ferme affiné six mois. Il contient 31 % de gras et 24 % d'humidité. Issu d'un seul troupeau de vaches, on dit que[Qui ?] le fromage possède un goût salin particulier, en raison de l'herbe balayée par les vents marins que mangent ces vaches.

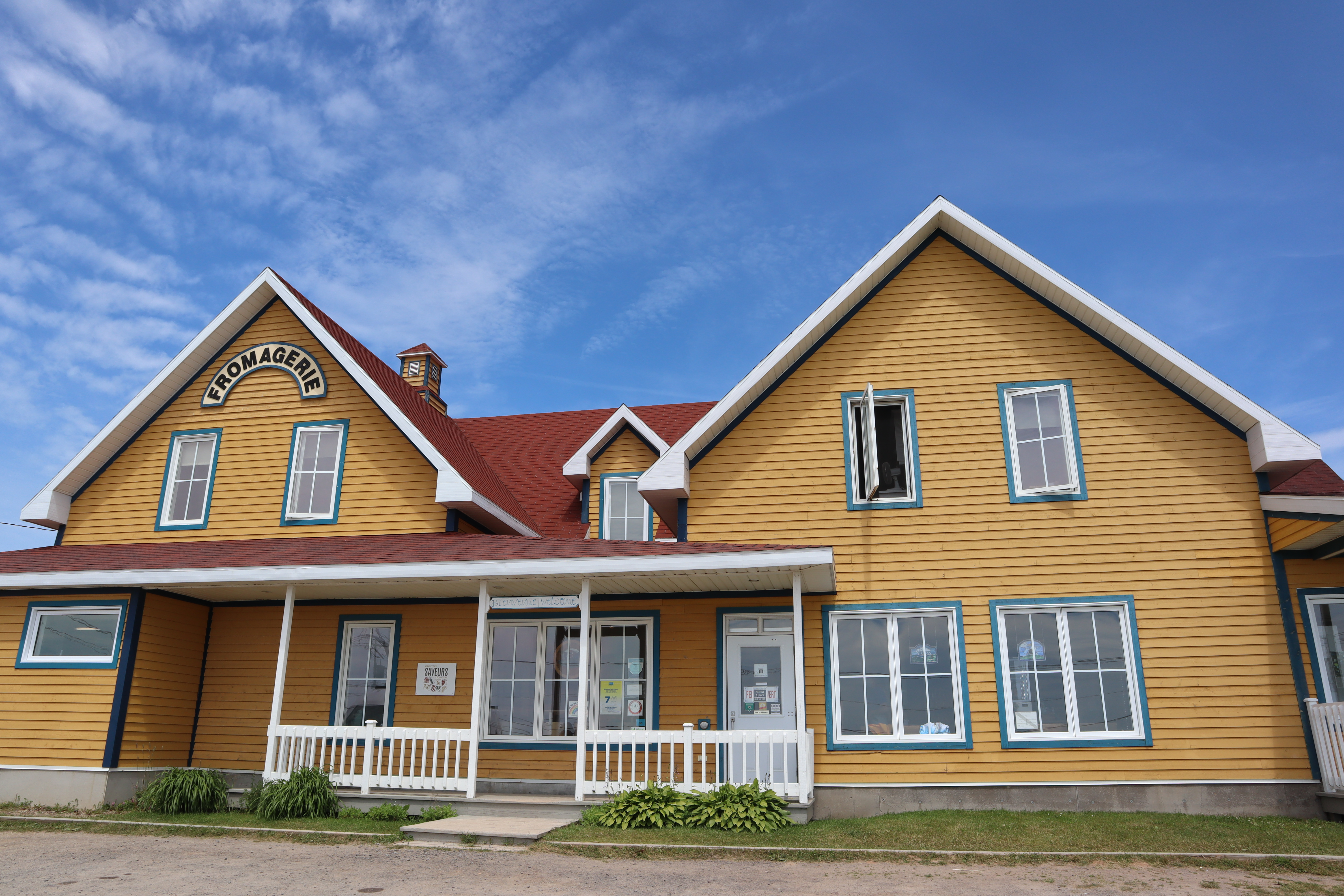
La fromagerie Pied-de-Vent.

Il tire son nom de deux petites buttes échancrées, nommées « Demoiselles » par les Madelinots.  Ces escarpements sont situées tout en face de la fromagerie, sur l’Île du Havre aux Maisons. 
La Tomme des Demoiselles est difficilement disponible en dehors de l'archipel, étant donné son volume de production limité.
Le Pied-de-Vent, un autre fromage produit au même endroit, est plus largement répandu dans les échoppes à fromage de l'ensemble du Québec.